# سیارک ۹۸۴
سیارک ۹۸۴ (به انگلیسی: 984 Gretia، نامگذاری:1922MH) نهصد و هشتاد و چهارمین سیارک کشف شده‌است که در ۲۷ اوت ۱۹۲۲ و در هایدلبرگ کشف شد.
قدر مطلق سیارک برابر ۹٫۰۳ است.